# 2015年4月香港

## 4月1日
- - 德勤宣佈亞洲電視股權轉讓有突破性的發展，股東黃炳均及主要投資者王征與一個投資者簽訂買賣協議的條款書，新投資者會購入亞視52%的股權，協議要等到亞視能夠續牌才生效。有傳聞指收購亞視的「白武士」是匯友資本大股東胡景邵，德勤合夥人黎嘉恩在記者會上展示的條款書印有AID PARTNERS的字樣，與匯友資本的英文名稱相同。黎嘉恩指由於未獲授權，不能透露新投資者的身份。[1]
  - 行政會議下午召開特別會議，審議亞視續牌事宜。傍晚商務及經濟發展局局長蘇錦樑召開記者會，宣佈亞洲電視不予續牌，是香港廣播史上首間不獲續牌的廣播機構。政府會給予12個月通知期，使亞視仍可廣播至2016年4月1日。蘇錦樑表示，亞視在三月底限期前仍未向政府遞交改組建議，故沒有理由續牌予亞視。通訊事務管理局亦會提前在明年4月1日收回亞視目前持有的頻譜，模擬頻譜會交予香港電台提供廣播服務；亞視的數碼頻道會在收回後由通訊局再作分配。[2]
  - 政府決定向電訊盈科旗下的香港電視娛樂發出為期12年的免費電視牌照，公司承諾投資27億，一年內會提供一條24小時綜合粵語頻道，兩年內提供一條16小時的綜合英語頻道。電盈歡迎政府發牌，並期望政府可加快處理頻譜分配的決定。至於有線旗下奇妙電視的免費電視牌照申請，政府表示會盡快處理；奇妙電視指，會繼續與當局洽商有關條款和細則。[3]
  - 擴大膠袋徵費正式實施，全港超過十萬間零售店鋪即日需要向每個索取膠袋的顧客徵收五毫，涉及食物衞生及隨服務提供的膠袋則可獲豁免。[4]

## 4月3日
- - 民主黨黨員、前立法會議員黃成智在信報撰文，表明願意政改「袋住先」，觸發民主黨內訌。民主黨則發聲明，重申黨內6個立法會議員堅決反對人大831框架下的方案。[5]
  - 流動通訊服務供應商中國聯通發生網絡嚴重癱瘓事故，用戶無法接收電話訊號達22小時，以致大批用家前往中聯通各門市投訴。有用戶揚言收集會其他客戶簽名，日後不排除集體向中聯通索償。通訊局表示會密切監察網絡修復進度，已要求中聯通在3個工作天內提交報告。[6]

## 4月4日
- - 特區政府舉行《基本法》頒佈25周年活動，梁振英出席《基本法》頒佈25周年論壇時，聲稱當年起草《基本法》特首產生辦法，無人提出「公民提名」及「國際標準」，認為提委會提名候選人才是《基本法》的「初衷」，更稱「一國兩制」沒有國際標準，要談國際標準就是「一國一制」。前《基本法》草委李柱銘批評梁扭曲當年歷史。[7]
  - 支聯會設立的六四紀念館閉館近一個月後重開，增設新展區展出六四事件中槍死亡青年的遺物，包括遺書及有子彈孔的頭盔。支聯會主席何俊仁指紀念館入場人數未如理想，會加強宣傳。[8]
  - 本港晚上8時出現月全食天文現象，維持約12分鐘，吸引大批天文愛好者帶同攝影工具觀賞，太空館在尖沙咀海傍擺放20部望遠鏡，讓市民觀賞月全食，惟晚上維港上空雲量較多，令大部分時間都未能清楚看見月亮，未能清晰觀察月食。[9]

## 4月5日
- - 清明節當日，香港天文台周日下午錄得30.6°C的高溫，為本港自1947年有紀錄以來最熱的清明節，加上天氣乾燥大風，本港發生151宗山火。[10]
  - 大批市民趁復活清明長假期前往離島度假遊玩，當中長洲則錄得3.2萬人次，中環碼頭和長洲碼頭均出現大批排隊乘船的人潮，人龍估計長達400多米，部份人要排隊2小時才可登船。有長洲居民不滿旅客過多「逼爆長洲」。[11]

## 4月6日
- - 一輛載有55名乘客的11號大嶼山巴士，下午約2時駛至近散石灣的一個迴旋處時失控，直衝向旁邊的山坡，幸旅遊巴尾輪被山坡引水道石壆卡住，不致整架車跌落山坡。車上乘客沒有受傷，而司機則腰部受傷，送往北大嶼山醫院治理。[12]
  - 香港首富、長和系主席李嘉誠位於深水灣道79號的大宅，4月3日復活節假期首天當晚，發生賊人企圖爬入爆竊的案件。一名19歲內地無業青年，被指身穿黑衣黑褲，自行摸黑爬圍欄企圖闖入大宅，後及時發現並被警方拘捕。青年於東區裁判法院提堂，被控涉嫌觸犯「企圖入屋犯法」及「非法入境後未得入境處長授權留港」兩項罪名，暫時毋須答辯，還押候訊。[13]
  - 在沙田新城市廣場一期開業逾30年的麥當勞營業到4月15日結業，店內掛起巨型橫額宣告「光榮結業」。商場指原址的5樓全層將改為運動用品店，麥當勞稱正與業主磋商租約。部分「沙田友」聞訊趕去拍照留念，網上亦有人懷念該分店的「威水史」，有人不滿少了一個方便學生的廉價食肆選擇。[14]

## 4月7日
- - 淺水灣凌晨有一名15歲少女墮樓身亡，警方調查後相信事件無可疑，但被揭發死者與妹妹都沒有香港出生證明文件，亦從未到學校上學。死者的外籍父母被指涉嫌疏忽照顧兒童被警方拘捕，其中菲律賓籍母親亦涉嫌逾期居留約20年。被捕的父親獲准保釋候查，但母親則仍被扣查。[15]
  - 屯門至赤鱲角連接路一個位於屯門海底隧道工程地盤發生致命工業意外，一名工人駕駛吊機時，懷疑被突然斷裂墮下的吊鈎及鋼纜壓死，是港珠澳大橋工程動工以來第六宗奪命意外。警方初步調查顯示事件沒有可疑，勞工處正調查意外原因。[16]

## 4月8日
沉寂多時的「滬港通」南下交易正式發力，港股成交額達2524億元，創下歷史新高，帶動恒生指數大升961點，是2008年金融海嘯後首次突破26,000點。當中內地投資者南下買港股的港股通，每日105億元人民幣額度首次用爆。

## 4月10日
- - 律政司向法庭提出申請，就學民思潮召集人黃之鋒及學聯前副秘書長岑敖暉刑事藐事法庭申請司法程序 [18]
  - 上水鄉事委員會主席侯志強及地產代理被一名85歲老婦村民入稟，追討他們傾倒泥頭破壞農地的損失。高等法院裁定侯志強等人要賠償140萬元，判詞批評兩人的行為橫蠻霸道，漠視法律。而侯志強下午報警聲稱被人用手襲擊面部，警方其後以涉嫌普通襲擊拘捕該入稟老婦。[19]
  - 香港電台承認日前中學文憑試中文聆聽卷錄音直播時出現「疊聲」，技術人員同時播出三條聲道，但其中一條聲道提早了0.5秒播出，導致「疊聲」，並持續約兩分鐘。[20]

## 4月12日
- - 尖沙咀持槍搶劫案兩名疑犯在深圳落網，公安起回9隻被劫的手錶；另外亦搜獲一批武器，另外亦搜獲一批武器，包括懷疑當日在港犯案使用的手槍，現正調查兩名疑犯是否涉及其他劫案。[21]
  - 公民黨立法會議員湯家驊籌組成立的中間溫和論政平台召開首次集思會，約20人出席。湯家驊強調平台不會處理今次政改，只會着眼香港在政改後的民主發展和一國兩制如何落實，中短期內會成立智庫及議政平台，盼讓港人在政治取態上有多一個選擇。[22]

## 4月13日
- - 內地當局調整深圳居民赴港「一簽多行」的政策，即日起止向深圳居民簽發赴港「一簽多行」簽注，新申請的簽注改為「一周一行」，每次來港最多逗留七天。行政長官梁振英表示去年六月已經向中央政府提出「一周一行」政策，又指近期反水貨客遊行令特區政府工作加添困難[23]。有深圳前往辦證的居民對此不滿，認為是地域歧視，稱「港人北上也應該設限」[24]。
  - 香港電視計劃向亞視提供1,000小時電視節目，每天在本港台播放四小時節目，直至今年年底為止。港視亦建議亞視聘用港視為獨家銷售代理，負責安排有關時段的廣告，並收取一半的廣告收入，作為播放節目的許可費，同時保證亞視每月最少可收取500萬元。 亞視表示正研究有關建議，對與各方合作持開放態度。[25]

## 4月14日
- - 一列614號輕鐵下午駛經新墟站及何福堂站之間，撞倒一名26歲男子。男子被捲入車底，身體多處嚴重受傷昏迷，送往屯門醫院搶救後證實不治。[26]
  - 市區的士向運輸署申請加價，落旗首兩公里由22元加至24元，之後跳錶的2至9公里每跳由1.6元加至1.8元。[27]

## 4月15日
港鐵新上載的2014年報披露，港鐵前行政總裁韋達誠離任後除獲得580萬元基本薪酬外，更額外一筆過得到1570萬元「合約結算金」，變相要港鐵向他「倒貼」餘下的合約期薪金，加上他所得的港鐵股份等，他合共獲得超過3000萬元，卻未見任何懲罰。九鐵前主席、立法會交通事務委員會主席田北辰批評，港鐵向韋達誠支付1570萬合約結算金令人憤怒，他質疑金額過高並涉厚待韋達誠，要求港鐵到立法會解釋。

## 4月17日
- - 教育局公布高中新學制中期檢討，7個選修科目新學年開始將會取消校本評核，包括中史、歷史、經濟、倫理與宗教、地理、音樂、旅遊與款待。而中國文學、健康管理與社會關懷和資訊科技3科，將進一步精簡校本評核。[29]

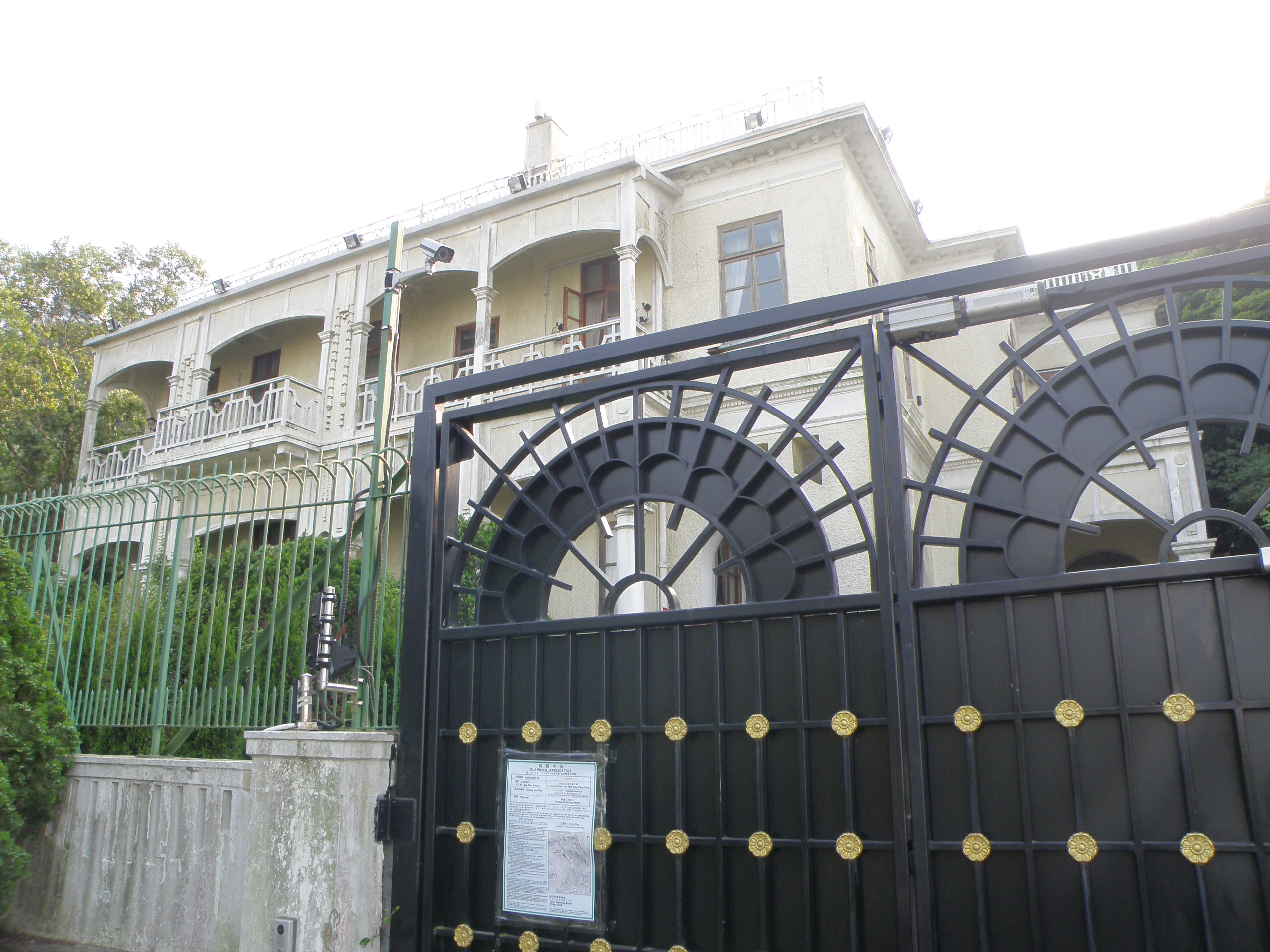
引起道路使用爭議、獲准改建文物酒店的盧吉道27號住宅

- - 城規會有條件批准屬二級歷史建築、山頂盧吉道27號大宅，改建為文物酒店的申請。批准條款中加入給予酒店使用盧吉道的行車許可，限制車輛在所有日子朝9晚7時段，不能使用盧吉道；其他時間每小時只能有兩次單程行車，而車種要得到運輸署同意。[30]
  - 一名男子冒認聯合醫院的醫生，多次進出病房接觸病人，並企圖查閱病人資料，及後被護士揭穿身份並通知院方報警。食物及衞生局局長高永文則表示全港公立醫院需就今次事件作全面檢討。[31]

## 4月18日
香港大學副校長何立仁出席學生活動時提及，希望由2022年起規定所有港大本科生必須到內地交流一次才可畢業。他又指如果學生不前往內地交流，便不要讀港大，惹來學生爭議。港大發言人回應指會就交流事宜諮詢學生。

## 4月20日
- - 亞視執行董事葉家寶接受專訪時透露，假如再沒有股東或投資者注資，最壞打算將會於5月29日，亦是亞視58周年台慶當日舉行紀錄片式節目，回顧過去光輝日子，並正式光榮結業。商務及經濟發展局回應指，亞視作為持牌機構，有責任在餘下牌照期內繼續按規定廣播。[33]
  - 立法會主席曾鈺成裁定財政預算案3900多項修正案中，只有600多項可以提出。其中社民連梁國雄提出的3千多項修正案都屬瑣屑無聊及無意義，不獲批准。[34]
  - 港鐵港島綫西延三個新建車站出現滴水及滲水問題，港鐵解釋指由於車站位於地底深處，有地下水滲漏而造成滴水，會責成承辦商去處理，又表示滲漏與車站趕工無關，情況並非不尋常，並強調不影響車站結構。[35]

## 4月21日
- - 新界的士團體繼市區的士後向運輸署申請加價，落旗加2.5元，由現時18.5元加至21元，較市區的士落旗加2元的加幅為高。商會代表解釋維修成本持續上升，希望加價可以改善經營環境，但亦有司機擔心加價會趕客。[36]
  - 遠東發展主席、邱德根之子邱達昌聯同何超瓊、廣州富力地產創辦人李思廉以及弘毅投資成立永升（亞洲）有限公司，向通訊局申請本地免費電視廣播及綜合傳送者牌照，公司承諾於獲牌後首6年投資32億元，會提供中文、英文及24小時新聞頻道。通訊局表示已接獲申請，將根據既定程序，在合理時間內處理。[37]

## 4月22日
- - 政府正式公佈2017年政改方案，主題是「2017一定要得」，提名委員會的產生辦法與現時1,200人的選舉委員會的產生辦法一致，參選人獲得120名提委提名便可入閘，並須要取得過半數提委支持方可出閘成為候選人，最後由全港500多萬合資格選民一人一票選出特首，取得最高票的候選人便會當選，得票毋須過半數，而白票會當作廢票。[38]
  - 政改三人組傍晚到美孚宣傳政改，建制派動員多人支持。行政長官梁振英事先無通知傳媒的情況下突然現身。社民連、民主黨等團體到場抗議，多人圍堵梁振英的座駕，情況混亂。[39]
  - 香港理工大學學生會舉行退聯公投，初步點票結果有1190票贊成，403票反對，議案獲得通過，是繼香港大學後第二間成功退出學聯的大專院校。[40]
  - 有線寬頻旗下的奇妙電視向通訊局申請使用亞洲電視牌照屆滿後騰出的無線電視頻譜，透過大氣電波傳送節目。奇妙電視指亞視牌照到期後，觀眾被剝奪免費電視的選擇，市場競爭大幅削弱，打擊電視業創意及廣告客群，如果奇妙電視有大氣電波頻譜，可增加服務傳輸的效益。[41]
  - 環境局轄下的戶外燈光專責小組經過四年的諮詢研究，建議當局與商戶簽署自願約章，鼓勵店舖在晚上十一時起關掉戶外燈光裝置，減少光污染，兩年後檢討是否需要立法。[42]

## 4月23日
- - 張震遠因拖欠香港商品交易所員工約33.9萬元薪金被判監六周，裁判官批評張震遠無真誠悔意，指他欠薪後一直住豪宅，沒有優先處理欠薪事宜，拖欠時間長及金額高，使案情嚴重，需要判監。[43]
  - 繼港大及理大後，香港浸會大學亦公投通過退出學聯，公投一共有1600多人投票。贊成退出學聯的有934票，反對有613票，退聯議案獲通過。[44]

## 4月24日
- - 香港電視網絡就行政會議拒發免費電視牌照提出的司法覆核獲高等法院裁定勝訴，法官區慶祥指行會違反發牌不設上限的方針，不符合港視的合理期望，下令發還行政長官會同行政會議重新審視發牌決定。[45]
  - 滙豐銀行和恒生銀行的自動櫃員機及網上理財系統下午一度故障，數以萬計客戶受影響，未能提款，直至晚上7時45分才恢復正常。[46]

## 4月25日

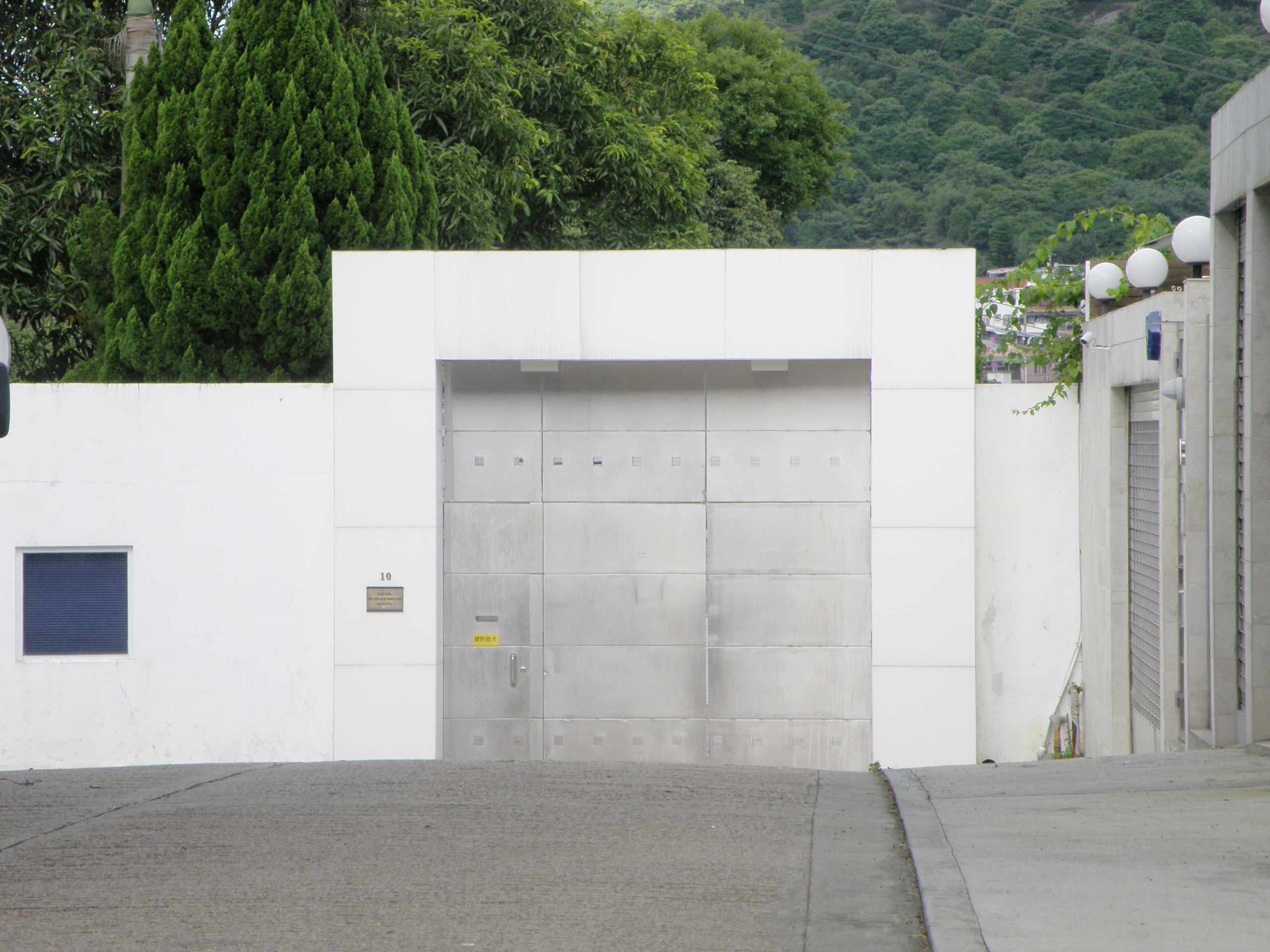
遇劫的獨立屋

- - 涉及高達2,800萬港元贖金的羅君兒綁架案發生。
  - 政改三人組聯同約30名政治委任官員乘坐開篷巴士落區宣傳政改方案，由中區政府合署出發前往堅尼地城、樂富以及大埔，各站都有建制派團體到場造勢，同時亦有不少反對政改的團體抗議。但車上官員沒有下車派傳單，引來爭議。[47]

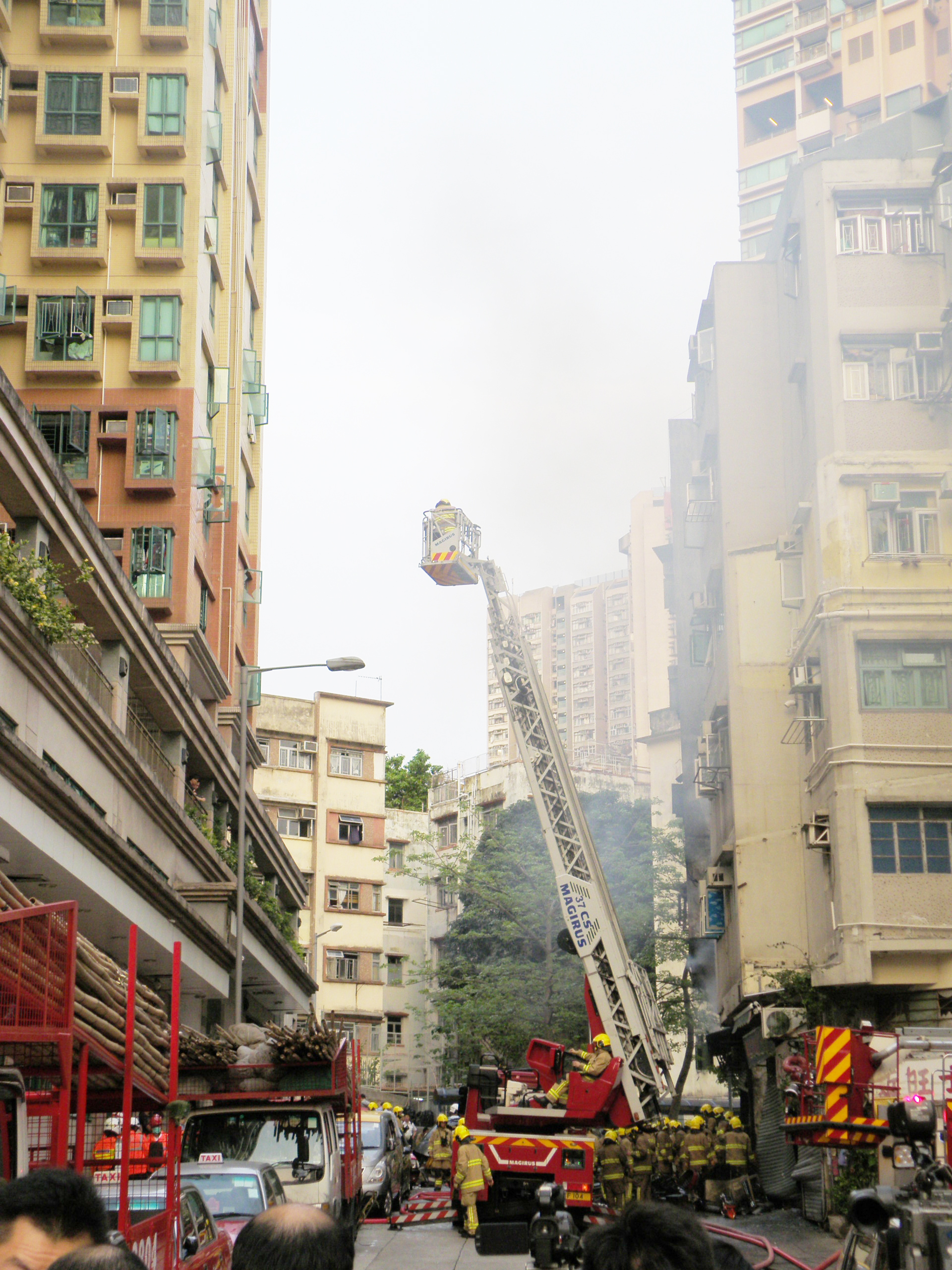
釀成3人喪生的慈雲山車房爆炸三級火引起全城關注設於民居樓下的車房安全問題

  - 第五屆全港運動會開幕。

## 4月26日
- - 慈雲山環鳳街63號一間車房維修一輛石油氣的士期間發生大爆炸，引發三級大火，導致三死九傷。爆炸威力之大令附近大廈的玻璃窗爆裂，車房所處的唐樓結構嚴重受損。警方已成立跨部門小組調查起火原因[48]。翌日法院頒令封閉事故中受損的大廈，並安排政府承建商進行緊急復修工程。[49]
  - 旺角「鳩嗚團」數十人突發佔領信和中心外一段彌敦道，警員期間揮動警棍及施放胡椒噴霧驅趕堵路者，最終拘捕8名示威者。鳩嗚團其後包圍旺角警署要求放人，無綫電視一輛採訪車更一度被示威者包圍及叫囂，無綫新聞部強烈譴責有關暴力行為是妨礙新聞自由。[50]
  - 一艘漁船在東龍洲海面航行時機件發生故障，漂浮期間撞到礁石沉沒，船上兩兄弟墮海，其中兄長遇溺死亡，弟弟獲救送院。[51]

## 4月27日
- - 去年荃灣有線大樓傷人案中，斬傷一名保安員的男子被判入勞教中心，法庭考慮他的精神報告，認為他是一時衝動而非有意傷人，法官又質疑有線的待客之道並不合適。[52]
  - 香港電視發出公告指，早前建議提供節目予亞視播放的協議在下午5時正式作廢，港視指公司及其代表，並無與亞洲電視進行過任何相關討論或磋商，各方亦無達成任何協議。[53]

## 4月28日
- - 早前有六名內地悍匪闖入一間位於飛鵝山清水灣道的豪宅爆竊，綁走屋主的女兒，並致電富商勒索贖金。綁匪晚上取得2,800萬贖款釋放人質，其後坐上一輛白色私家車逃之夭夭，警方隨即啟動「捷進行動」，大批荷槍實彈的警員展開全港大搜捕，並在各區重要道路設置路障截查可疑車輛，引致全港大塞車，但未有搜獲。[54]
  - now新聞台贊助三間大學民調機構進行的政改滾動民調顯示，47%受訪者支持方案，38%受訪者反對，相差少於10個百分比。擁有大專或以上學歷，以及年齡三十歲以下的組別更有超過5成受訪者反對方案。[55]

## 4月29日
- - 去年10月「藍絲帶運動」在尖沙咀舉行集會期間，香港電台一名女記者、無綫電視一名記者及兩名攝影師報稱被在場人士襲擊，警方證實兩宗案件均證據不足，被捕人士無條件獲釋。遇襲的港台女記者王詠妍表示清楚認得施襲者的樣貌，對警方決定感到失望及不開心。無綫電視新聞部表示對於警方在長時間調查後未能作出檢控，深表遺憾。[56][57]
  - 警方繼續調查飛鵝山綁架案，在飛鵝山基維爾營附近撿獲兩個原用來裝載贖金的空篋，並發佈兩名綁匪相片。據悉「肉參」是本地著名服裝品牌堡獅龍（Bossini）已故創辦人羅定邦的孫女羅君兒，她被綁匪禁錮在西貢一個山洞達114小時，直至綁匪收到贖金後安全獲釋。[58]

## 4月30日
- 昂坪360纜車發現承托纜出現一處新的磨損，決定即日起停駛至5月12日。昂坪360指磨損並未對行車運作及安全構成即時問題，但為提升設備的耐用性，決定提早進行維修保養工作。[59]
  - 中環花園道科達中心有冷氣機組件從高處墮下，碎片反彈擊中兩名小學生，其中一人傷勢較重、頭部受傷，送到瑪麗醫院。警方以涉嫌容許物件從高處墮下，拘捕工程負責人。[60]